# 富士山 (多田武彦)
「富士山」（ふじさん）は、多田武彦の合唱組曲。作詞は草野心平。男声合唱版が先に作曲され、後に混声合唱にも編曲された。

## 概説
前作『柳河風俗詩』に続く、多田の合唱曲第2作である。1956年（昭和31年）に男声合唱組曲として作曲、同年12月に京都大学男声合唱団によって初演された。
『柳河風俗詩』について多田の師・清水脩は概ね好評を与えながら、「この組曲は、歌い手の声域を気にしすぎている。男声合唱曲はもっとスケールの多き、ダイナミックなものにしなければいけない」とし、多田はこの教えに従って『富士山』を作曲した。技術的な水準により、「初演後は余り歌われる機会が無かった」ものの、合唱団の技術水準が高まるにつれて採り上げられる機会も多くなり、『柳河風俗詩』とともに多田の代表作の一つとして世代を問わず男声合唱の定番曲となっている。多田は「今にして思えば清水先生は、男声合唱の持つ「繊細さと力強さ」の両極の必要性を私に教示されたのかも知れない」と振り返っている。
保守的な作風の作曲家としての評価が今日では固まっている多田であるが、この作品においては、当時の「前衛音楽」であるメシアンの「移調の限られた旋法」を採用する等、様々な書法を試みていたことが読み取れる。
なお、当時の多田は富士銀行に勤務していた。

## 曲目
全5楽章からなる。全編無伴奏である。なお、『草野心平詩全景』（筑摩書房、1973年）所収の詩の番号と、多田が底本にしたとされる新潮文庫版の詩の番号が異なっている（本曲で「作品第拾陸」となっている詩は『草野心平詩全景』では「作品第拾捌」となっている。同様に本曲の「作品第拾捌」は「作品第貳拾」に、「作品第貳拾壹」は「作品第貳拾参」となっている。）。
1. 作品第壹
「さくひんだいいち」。ト短調（混声版はヘ短調）。古代の富士山を幻視する。
2. 作品第肆
「さくひんだいし」。ト長調（混声版はヘ長調）。春の土堤を舞台に富士山を見る。男声版は1989年（平成元年）度NHK全国学校音楽コンクール高等学校の部課題曲に採用されている。
3. 作品第拾陸
「さくひんだいじゅうろく」。ト短調（混声版はヘ短調）。草野の詩の原題は「黒富士」。舞台は茨城県の牛久。関東平野の遙か西方に立つ、日没時のシルエットの富士を見る。
4. 作品第拾捌
「さくひんだいじゅうはち」。ニ短調（混声版はハ短調）。草野の詩の原題は「富士山3」。詩には「富士」の語が無く、抽象的な想像。
5. 作品第貳拾壹
「さくひんだいにじゅういち」。イ短調（混声版はト短調）。草野の詩の原題は「宇宙線富士」。夕映えの富士に宇宙線（「天」）からの大驟雨がふりそそぐ。

## 楽譜
男声版は「多田武彦 男声合唱曲集（1）」に、混声版は「多田武彦 混声合唱曲集（2）柳河風俗詩」に所収。いずれも音楽之友社から出版されている。
- （男声版）ISBN 9784276908130
- （混声版）ISBN 9784276905719